# Jordbrosviten
Jordbrosviten (eller Pizzorna från Jordbro) är en samling dokumentärfilmer av regissör Rainer Hartleb som gavs ut som DVD-box 2007. Sviten/boxen innehåller sex filmer om de barn i Stockholmsförorten Jordbro som Hartleb följt från 1972 då de gick i första klass och vidare in i vuxenlivet fram till 2006.
Filmen En pizza i Jordbro vann Guldbaggen för bästa film 1994 och 2007 fick Jordbrosviten TV4:s pris Guldsolen.
År 2014 kom ytterligare en film om barnen i Jordbro. Filmen, som heter Långt från Jordbro,  berättar om Jordbrobarnens barn.

## Filmer iJordbrosviten
- 1982, Barnen från Jordbro (inspelad 1972–1975)
- 1986, Leva i Jordbro (1975–1981)
- 1988, Tillbaka till Jordbro (1987)
- 1992, Det var en gång en liten flicka (1990–1991)
- 1994, En pizza i Jordbro (1992–1993)
- 2006, Alla mår bra (2003–2006), 145 minuter

## Övriga filmer från Jordbro
- 2001 Nya barn i Jordbro
- 2009 När jag blir stor
- 2014 Långt från Jordbro